# بيلي لين (لاعب كرة قدم)
بيلي لين (بالإنجليزية: Billy Lynn)‏ (20 يناير 1947 بنيوكاسل أبون تاين في المملكة المتحدة - 1 يوليو 2014) هو لاعب كرة قدم بريطاني في مركز الوسط. لعب مع نادي روذرهام يونايتد وهدرسفيلد تاون.